# Igrise
Igrise est un village de la commune de Setomaa, situé dans le comté de Võru au sud-est de l'Estonie. Avant la réforme administrative d'octobre 2017, il faisait partie de la commune de Mikitamäe dans le comté de Põlva.

## Géographie
Le village se situe dans le nord-est du comté de Võru, près de la frontière avec la Russie, à 7 km à l'ouest de Värska.